# Unidos da Vila Mapa
A Sociedade Beneficente Recreativa e Cultural Academia de Samba Unidos da Vila Mapa é uma escola de samba do carnaval de Porto Alegre.

## História
A Unidos da Vila Mapa foi fundada em 27 de fevereiro de 1991. Suas cores são o verde, o azul e o amarelo. Sua sede localiza-se no bairro Lomba do Pinheiro na cidade de Porto Alegre. A escola nunca obteve um acesso ao grupo especial.

## Segmentos

### Presidentes
| Nome                            | Mandato      | Ref.              |
| ------------------------------- | ------------ | ----------------- |
| Arlindo Fernando da Silva Mença | 2008 - Atual | [ 1 ] [ 4 ] [ 5 ] |

### Diretores
| Ano  | Diretor de Carnaval         | Diretor geral de harmonia | Mestre de bateria   | Ref.  |
| ---- | --------------------------- | ------------------------- | ------------------- | ----- |
| 2013 | Jorge Gonçalves "Cabrochão" | Carlos Eduardo            | Lisandro "Nando"    | [ 6 ] |
| 2022 | Janaína Estreito            | Nando                     | Mestre Rafael Mença | [ 4 ] |
| 2023 | Janaína Estreito            |                           | Mestre Rafael Mença | [ 5 ] |
| 2024 | Janaína Estreito            | Geyson William            | Mestre Rafael Mença | [ 7 ] |
| 2025 | Janaína Estreito            |                           | Mestre Rafael Mença | [ 8 ] |

### Casal de Mestre-sala e Porta-bandeira
| Ano        | Nome                          | Ref.  |
| ---------- | ----------------------------- | ----- |
| 2012-2013  | Carlos Edu e Silvia Barreto   | [ 6 ] |
| 2020       | Caio e Ana Tarragô            | [ 9 ] |
| 2022       | Wilian e Juliana              | [ 4 ] |
| 2023       | Gabriel Vullen e Joice Prado  | [ 5 ] |
| 2024-Atual | Paulo Régis e Tairine Machado | [ 7 ] |

### Corte de Bateria
| Período   | Rainha | Madrinha   | Ref.  |
| --------- | ------ | ---------- | ----- |
| 2012-2013 |        | Deise Myra | [ 6 ] |

## Carnavais
| Ano                                               | Colocação   | Grupo           | Enredo | Carnavalesco                 | Intérprete                      | Ref.                 |
| ------------------------------------------------- | ----------- | --------------- | --- | ---------------------------- | ------------------------------- | -------------------- |
| 1995                                              | 6.º lugar   | II              | Se o senhor não está lembrado, dá licença eu vou contar |                              | Amarildo                        | [ 10 ]               |
| 1996                                              | 7.º lugar   | 1B              | Negro, um conjunto de todas as cores |                              |                                 | [ 11 ]               |
| 1997                                              | 6.º lugar   | Intermediário B | Rua da Praia, o Alegre coração desse Porto. |                              |                                 | [ 12 ]               |
| 1998                                              | 9.º lugar   | Intermediário B | As Mãos que Embalam o Mundo. |                              | Ricardo Portela                 | [ 12 ] [ 13 ]        |
| 1999                                              | *           | Acesso          | Sabor tropical, frutas tropicais. |                              |                                 | [ 14 ]               |
| 2000                                              | Vice-campeã | Acesso          | 500 anos de Brasil: Presente, passado e futuro! |                              | Laurinho                        | [ 15 ]               |
| 2001                                              | Vice-campeã | Acesso          | O chimarrão, o churrasco e a Festa da Uva |                              |                                 | [ 16 ] [ 17 ]        |
| 2002                                              | 7.º lugar   | Acesso          | |                              |                                 | [ 18 ]               |
| 2003                                              | 5.º lugar   | Acesso          | Liberdade, a palavra mais bela para o povo negro |                              |                                 | [ 19 ] [ 20 ]        |
| 2004                                              | 6.º lugar   | Acesso          | Te liga aí. |                              |                                 | [ 21 ]               |
| 2005                                              | Campeã      | Acesso          | Criação ou evolução? A Mapa levanta a questão. |                              | Cláudio Barulho                 | [ 22 ] [ 23 ]        |
| 2006                                              | 4.º lugar   | B               | A Vila Mapa veste a zona leste de ouro na avenida. |                              |                                 | [ 24 ]               |
| 2007                                              | 4.º lugar   | Acesso          | Antropofagia, o sabor da carne numa terra chamada Brasil. |                              | Gustavo                         | [ 25 ] [ 26 ]        |
| 2008                                              | 6.º lugar   | Acesso          | Do Oriente ao Sol Nascente. |                              |                                 | [ 27 ]               |
| 2009                                              | 4.º lugar   | Acesso          | 136 Anos de Carris. A Mapa Transporta a história. Entre nessa Viagem! | Gugu Lacerda                 | Gilson Dornelles                | [ 28 ] [ 29 ] [ 30 ] |
| 2010                                              | 3.º lugar   | A               | Teatro: arte em ação, uma história entre a realidade e a Ficção, a Vila Mapa apresenta um espetáculo em evolução.                                                                   |                              | Gilson Dornelles                | [ 31 ]               |
| 2011                                              | 4.º lugar   | A               | Na visão do teu olhar descobri a vida, senti tua alma e vi teu futuro |                              | Gegé Dornelles                  | [ 32 ]               |
| 2012                                              | 6.º lugar   | A               | Nesta noite de cor e luz, a visão a se contemplar, a Vila Mapa vai seduzir o seu olhar.                                                                                             |                              | Gegé Dornelles                  | [ 6 ] [ 33 ]         |
| 2013                                              | 7.º lugar   | A               | Diversidades Culturais do Rio Grande do Sul. Compositor:Ciganerey | Almeida                      | Gegé Dornelles                  | [ 6 ] [ 34 ] [ 35 ]  |
| 2014                                              | Vice-campeã | Acesso          | Se vertem cores à tua poesia, verte poesia às nossas cores - Quintana, tuas obras constroem o nosso sonho na magia desta festa popular.                                             |                              | Sandrinho Gessé                 | [ 36 ] [ 37 ] [ 38 ] |
| 2015                                              | Campeã      | Acesso          | Do Sonho à realidade, a Vila Mapa é abençoada pela oliveira árvore sagrada e fonte da Vida                                                                                          |                              | Sandrinho Gessé                 | [ 39 ] [ 40 ] [ 41 ] |
| 2016                                              | Vice-campeã | Grupão          | Do Arraial da Baronesa ao pólo gastronômico, a Vila Mapa apresenta: Cidade Baixa, um bairro, sua gente, seu legado cultural, para Porto Alegre – É a Cidade Baixa em Alta outra vez |                              | Maurício Azevedo                | [ 42 ] [ 43 ] [ 44 ] |
| As escolas da Série Prata não desfilaram em 2017. |             |                 | |                              |                                 |                      |
| Desfile cancelado em 2018.                        |             |                 | |                              |                                 |                      |
| 2019                                              | 6.º lugar   | Série Prata     | Vila Mapa Comemora Bebendo Estrelas pois é Tempo de Borbulhas |                              | Bruno Martins                   | [ 48 ] [ 49 ] [ 50 ] |
| 2020                                              | 6.º lugar   | Série Prata     | 2020, o Ano em Que Fizemos Contato |                              | Vanderlei e Daniel Mença        | [ 51 ] [ 52 ] [ 53 ] |
| Desfile cancelado em 2021.                        |             |                 | |                              |                                 |                      |
| 2022                                              | 6.º lugar   | Série Prata     | Do Museu do Percurso Negro vem Minhas Raízes Africanas. Sou Mais Porto Alegre Minha Eterna Morada                                                                                   | Zeca Swinguinho              | Daniel Mença e Alexandre Belo   | [ 4 ] [ 55 ]         |
| 2023                                              | 3.º lugar   | Série Prata     | Sara Forbes, a Princesa Africana | Comissão de Carnaval         | Daniel Mença e Luciara Teixeira | [ 5 ] [ 56 ]         |
| 2024                                              | 3.º lugar   | Série Prata     | Baiana Mãe do Brasil | Edy Brites e Luma Oliveira   | Daniel Mença                    | [ 7 ] [ 57 ]         |
| 2025                                              | 6.º lugar   | Série Prata     | Nesta terra de Marias, uma história foi escrita. A rainha do cangaço Maria Bonita                                                                                                   | Luma Oliveira e Ramon Gadenz | Evandro Medina                  | [ 8 ] [ 58 ]         |
| 2026                                              |             | Série Prata     | As Margens da Poesia, no Caminho das Águas um Banho de Axé! | Luma Oliveira e Ramon Gadenz | Evandro Medina                  | [ 59 ]               |

## Títulos
| Títulos da Unidos da Vila Mapa | Títulos da Unidos da Vila Mapa       | Títulos da Unidos da Vila Mapa | Títulos da Unidos da Vila Mapa |
| ------------------------------ | ------------------------------------ | ------------------------------ | ------------------------------ |
| Grupo                          | Grupo                                | Títulos                        | Anos                           |
|                                | Acesso (Atual Série Bronze)          | 1                              | 2015                           |
|                                | Acesso (Grupo Extinto - 4ª divisão ) | 1                              | 2005                           |

## Prêmios
Estandarte de Ouro
Grupo A
- 2010: Porta-estandarte.[60]

Grupão
- 2016: Ala de passo marcado.[61]